# Tarzana
Tarzana (IPA: [tɑɹˈzænə]) är en stadsdel (district) i södra delen av San Fernando Valley-området i Los Angeles, Kalifornien, USA. Stadsdelen är uppkallad efter Edgar Rice Burroughs fiktiva djungelhjälte Tarzan, eftersom den är belägen på mark som tidigare låg på Burroughs ranch.

## Geografi
Tarzana omges av Reseda i norr, Woodland Hills i väster, Encino i öster, Santa Monica Mountains i söder. Större genomfartsleder är Reseda Boulevard, Tampa Avenue, Wilbur Avenue, Burbank Boulevard och den viktigaste affärsgatan i södra San Fernando Valley, Ventura Boulevard.
Större delen av Tarzanas invånare bor i Santa Monica Mountains nordsluttningar söder om Ventura Boulevard. Tarzana har två golfbanor i Santa Monica Mountains: El Caballero Country Club and Braemar Country Club. 
Befolkning: 28 484 invånare.
Enligt folkräkningen år 2000 utgjorde "Vita" 78,9%, "Asiater" 5,6%, "Svarta" 3,8%. 13,1% identifierade sig själva som "Hispanic" eller "Latino". Cirka 35,2% av befolkningen var, år 2000, födda utanför USA, inklusive 21,9% från Iran och 10,6% från Mexiko.